# Agatàrquides (cràter)

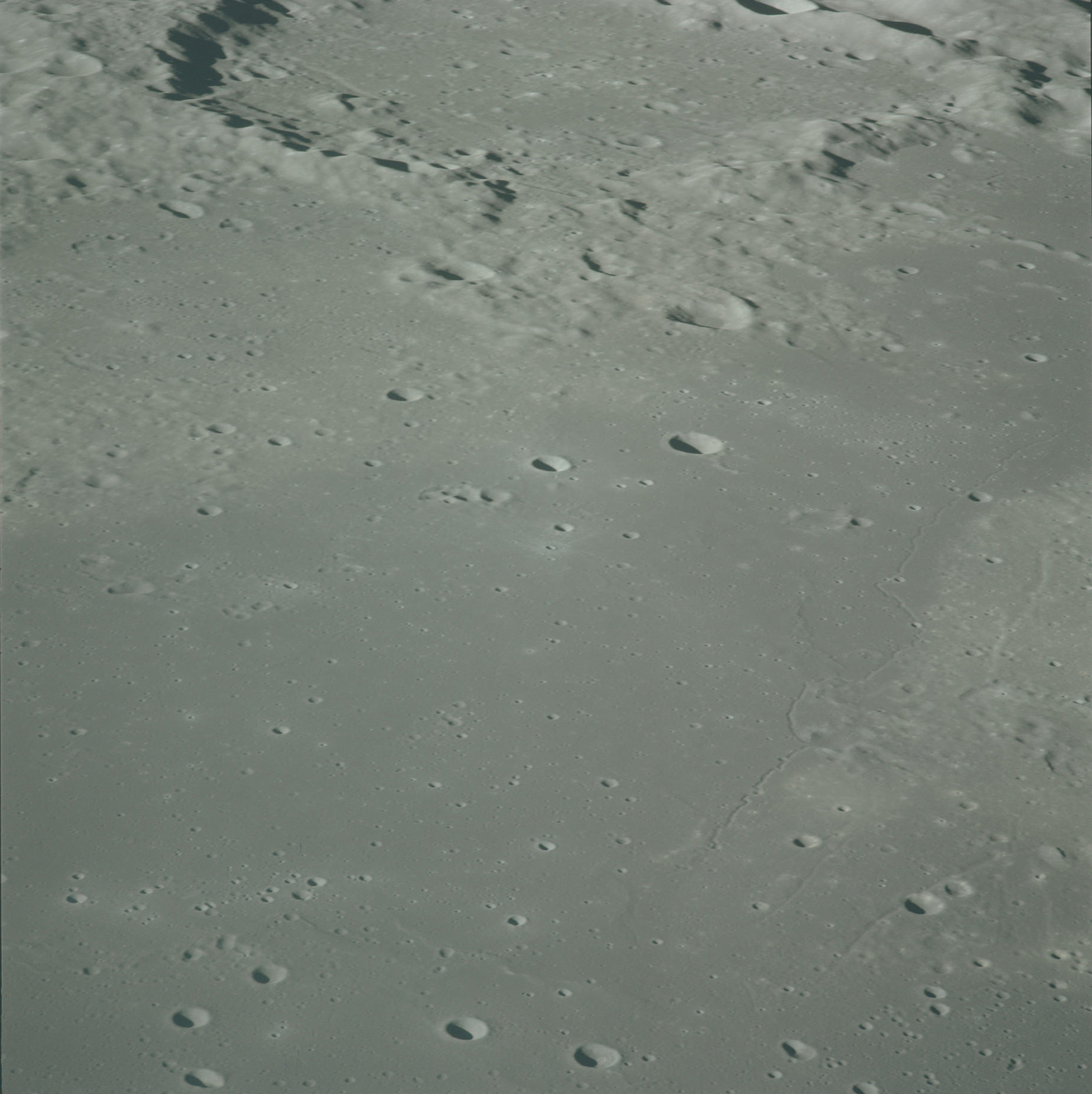
Fotografia de la missió Apol·lo 16

Agatàrquides és un cràter d'impacte lunar situat en l'extrem sud del Oceanus Procellarum, a la regió entre compresa entre la Mare Humorum i Mare Nubium. A l'est-sud-est es troba el cràter Bullialdus, i al sud-sud-oest es troba Loewy.

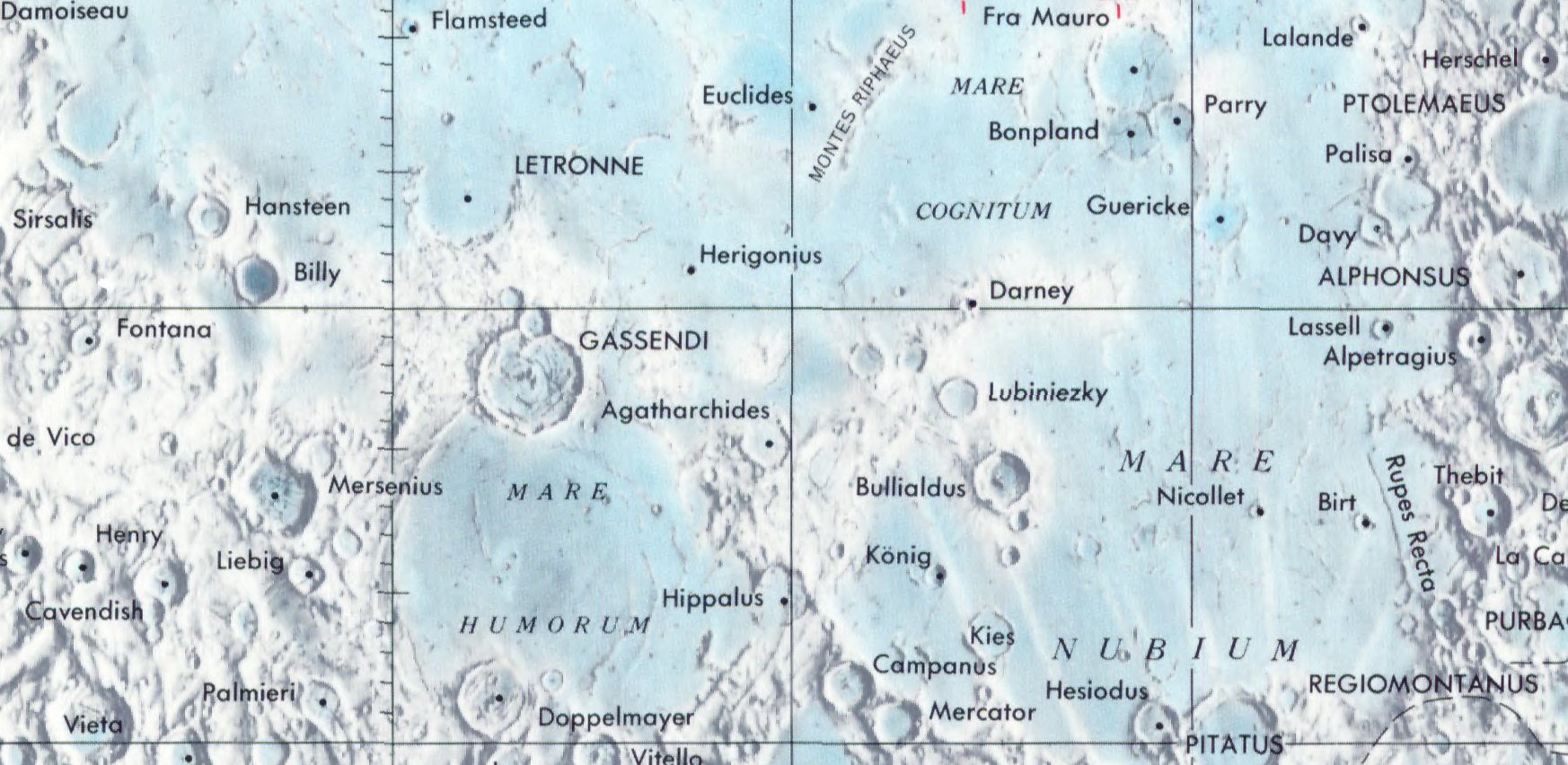
Localització d'Agatàrquides (al centre de la imatge)

L'interior del cràter ha estat inundat per la lava en el passat, reconstituint el seu sòl. La paret exterior està molt danyada, per la qual cosa varia considerablement en altura, des del nivell coincident amb el de la superfície fins a un màxim de 1,5 km. Les parts més intactes de la paret es troben en l'est i l'oest-sud-oest, mentre que la vora és gairebé inexistent cap al nord i apareix molt danyat cap al sud. Un petit crateret jeu sobre la vora occidental. El sòl interior està marcat tan sols per uns petits impactes.
Deu el seu nom al geògraf de l'Antiga Grècia Agatàrquides.

## Cràters satèl·lit
Per convenció aquests elements són identificats en els mapes lunars posant la lletra en el costat del punt mitjà del cràter que està més proper a Agatàrquides.
|              | \| Agatàrquides \| Coordenades \| Diàmetre \| \| ------------ \| ------------------------------------ \| -------- \| \| A \| 23° 12′ S, 28° 24′ O / 23.2°S,28.4°O \| 16 km \| \| B \| 21° 30′ S, 31° 36′ O / 21.5°S,31.6°O \| 7 km \| \| C \| 22° 00′ S, 32° 54′ O / 22.0°S,32.9°O \| 12 km \| \| E \| 20° 42′ S, 33° 00′ O / 20.7°S,33.0°O \| 15 km \| \| F \| 20° 18′ S, 31° 48′ O / 20.3°S,31.8°O \| 6 km \| \| G \| 20° 06′ S, 26° 42′ O / 20.1°S,26.7°O \| 6 km \| \| H \| 20° 24′ S, 33° 54′ O / 20.4°S,33.9°O \| 15 km \| \| J \| 21° 36′ S, 32° 30′ O / 21.6°S,32.5°O \| 13 km \| \| K \| 21° 00′ S, 27° 24′ O / 21.0°S,27.4°O \| 11 km \| \| L \| 21° 06′ S, 26° 42′ O / 21.1°S,26.7°O \| 8 km \| \| N \| 21° 06′ S, 29° 36′ O / 21.1°S,29.6°O \| 22 km \| \| O \| 19° 12′ S, 26° 36′ O / 19.2°S,26.6°O \| 5 km \| \| P \| 20° 12′ S, 28° 42′ O / 20.2°S,28.7°O \| 66 km \| \| R \| 18° 18′ S, 30° 42′ O / 18.3°S,30.7°O \| 5 km \| \| S \| 17° 42′ S, 30° 30′ O / 17.7°S,30.5°O \| 3 km \| \| T \| 18° 12′ S, 27° 42′ O / 18.2°S,27.7°O \| 5 km \| |          |
| Agatàrquides | Coordenades | Diàmetre |
| A            | 23° 12′ S, 28° 24′ O / 23.2°S,28.4°O | 16 km    |
| B            | 21° 30′ S, 31° 36′ O / 21.5°S,31.6°O | 7 km     |
| C            | 22° 00′ S, 32° 54′ O / 22.0°S,32.9°O | 12 km    |
| E            | 20° 42′ S, 33° 00′ O / 20.7°S,33.0°O | 15 km    |
| F            | 20° 18′ S, 31° 48′ O / 20.3°S,31.8°O | 6 km     |
| G            | 20° 06′ S, 26° 42′ O / 20.1°S,26.7°O | 6 km     |
| H            | 20° 24′ S, 33° 54′ O / 20.4°S,33.9°O | 15 km    |
| J            | 21° 36′ S, 32° 30′ O / 21.6°S,32.5°O | 13 km    |
| K            | 21° 00′ S, 27° 24′ O / 21.0°S,27.4°O | 11 km    |
| L            | 21° 06′ S, 26° 42′ O / 21.1°S,26.7°O | 8 km     |
| N            | 21° 06′ S, 29° 36′ O / 21.1°S,29.6°O | 22 km    |
| O            | 19° 12′ S, 26° 36′ O / 19.2°S,26.6°O | 5 km     |
| P            | 20° 12′ S, 28° 42′ O / 20.2°S,28.7°O | 66 km    |
| R            | 18° 18′ S, 30° 42′ O / 18.3°S,30.7°O | 5 km     |
| S            | 17° 42′ S, 30° 30′ O / 17.7°S,30.5°O | 3 km     |
| T            | 18° 12′ S, 27° 42′ O / 18.2°S,27.7°O | 5 km     |